# Любарт (футзальний клуб)
ФК «Любарт» — український футзальний клуб міста Луцька. Заснований у 2018 році. Кольори клубу червоно-чорні.

## Історія

### Передумови виникнення
Луцька перспективна футзальна команда «Бренд» через 3 роки після створення і  успішних виступів у різноманітних чемпіонатах та турнірах обласного рівня, шукала підтримку для свого розвитку. Було прийняте рішення зробити великий крок вперед задля удосконалення власної майстерності та здобуття нових перемог і трофеїв. Випадкове знайомство Дмитра Пасічника з тренером Назаром Бугайчуком та капітаном «Бренда» в кінці вересня 2018 року дало старт амбітному проекту — футзальний клуб «Любарт», в якому Дмитро Пасічник став генеральним менеджером, а Назар Бугайчук — тренером. 

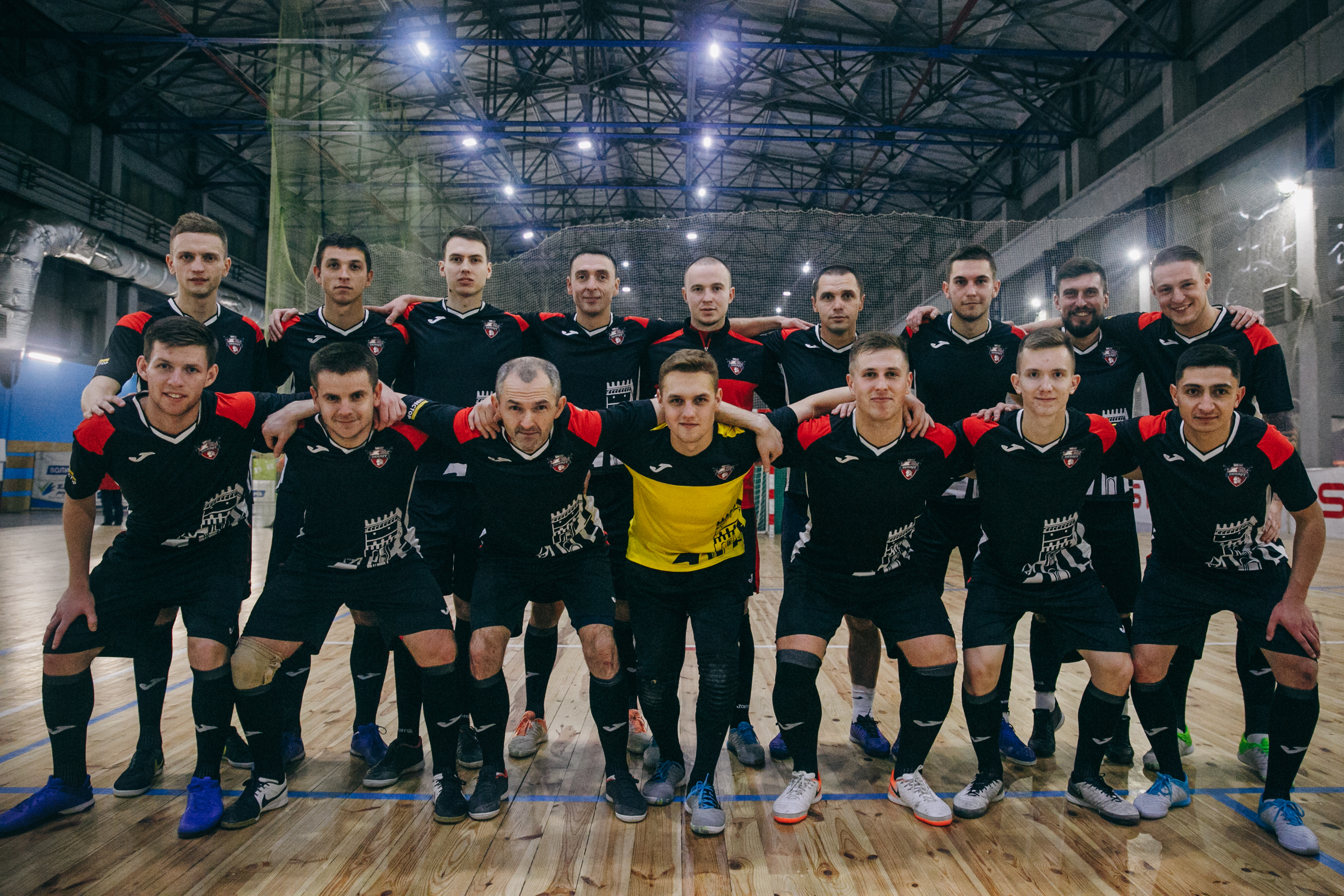
Футзальний клуб «Любарт»

Офіційний день народження клубу — 1 жовтня 2018 року.
В сезоні 2018/2019 команда дебютувала в Другій лізі чемпіонату України з футзалу і стала першою командою з Луцька, яка взяла участь у чемпіонаті такого рівня, та відіграла сезон у Суперлізі головного турніру області.

### Сезон 2019/2020
Для ФК «Любарт» 2019 рік видався доволі насиченим на події. Насамперед, це прихід у команду легенди українського футзалу, екс-гравця «Енергії» (Львів), Урагану (Івано-Франківськ), «Граніт Мікашевичі» (Білорусь) та граючого тренера «Кардиналу» (Рівне) Сергія Піддубного, який обійняв посаду спортивного директора клубу.
В цьому сезоні ФК «Любарт» взяв участь у Другій лізі чемпіонату України з футзалу та у Кубку України. Разом із цим, команда продовжила змагання в рамках Суперліги чемпіонату Волинської області.
Перші матчі в сезоні команда провела в Кубку України проти чернівецького «Лідера», на виїзді зіграли внічию 2-2, а вдома перемогли 7-1. В другому попередньому етапі Кубку суперником ФК «Любарт» став львівський «Максимус», який в результаті пройшов у 1/8 етапу Кубку України.
У матчах Другої ліги чемпіонату України  набирали очки, досвід і прогресували у веденні гри. Склад учасників: Галицька здоба, Львів;  ФК Рівнестандарт-ДЮСШ-4, Рівне; СК Городенка, Івано-Франківська область.
В регіональному чемпіонаті Волинської області з футзалу 2019/2020  ФК «Любарт» стає срібним призером Суперліги, а на фініші сезону в чемпіонаті області, раунді плей-оф — Абсолютним чемпіоном Суперліги Чемпіонату Волинської області з футзалу сезону 2019/2020
Перемога у раунді плей-оф регіонального чемпіонату дала можливість ФК «Любарт» виступити на всеукраїнському фіналі Аматорської футзальної ліги України сезону 2019/2020, який проходив у Луцьку. На турнірі команда завоювала срібло та стала другою серед аматорських футзальних команд  України сезону 2019/2020. У вирішальному матчі фіналу ФК «Любарт» програв ФК «Яско» з м. Вінниця.  

### Сезон 2020/2021
Сезон 2020-2021 безумовно увійде в історію ФК «Любарта». Упродовж року князі захистили титул обласного чемпіону, взяли бронзу Другої ліги та сенсаційно перемогли у Першій.
У 2020/2021 році формат Другої ліги змінився: обласні чемпіонати стали регіональним етапом змагань, а переможці турнірів отримували право продовжити виступити в 1/8 Другої ліги.
Свій старт у сезоні ФК «Любарт» розпочав у регіональній першості чемпіонату Волині 2020/2021, який проходив у дев'ять турів. Впродовж чемпіонату ФК «Любарт» отримав перемогу в усіх матчах. І у восьмому турі достроково виборов золото, досягнувши стовідсоткового результату в турнірній таблиці та отримав право продовжити виступити в 1/8 Другої ліги.
Далі пройшли матчі плей-оф, в яких команда здобула звання Абсолютного чемпіона Волинської області 2020/2021, здолавши у найголовнішому матчі сезону МФК «Хорів».
1/8 Другої ліги Чемпіонату України  «князі» зіграли проти команди з Костополя «КЗС-Костопіль», яка тріумфувала на теренах Рівненської області. Здобувши перемогу в двох зустічах першого раунду всеукраїнської частини ФК «Любарт»  отримав путівка у Фінал Восьми.
Боротися за медалі поїхали до Києва. У спорткомплексі КПІ відбувся чвертьфінал Другої ліги чемпіонату України з футзалу, в якому ФК «Любарт» зустрівся із запорізькою ФК «Нікмою». Основний час завершився рахунком 3:3. Доля матчу вирішувалася у серії пенальті, у якій 100-відсоткова реалізація ударів гравцями вивела ФК «Любарт» до півфіналу. В напруженій боротьбі у півфіналі Другої ліги чемпіонату України команда поступилась вінницькому «Яско» та продовжила боротьбу за третє місце чемпіонату з ФК «Сервіт» (Київ). Битва з киянами виявилася справжнім нервовим атракціоном, який завершився перемогою ФК «Любарт» та здобуттям бронзових нагород Другої ліги.
Вперше в своїй історії клуб здобув медалі професійного чемпіонату загальноукраїнського рівня. Богдана Мізюка визнали найкращим молодим гравцем турніру, а гравець Євген Заїченко здобув звання найкращого бомбардира. 
Після завершення турніру «Любарт» заявився для участі в розіграші Першої ліги, старт якої перенесли з осені 2020-го на травень 2021 року через коронавірус. Окрім цього, було запроваджено експериментальний формат проведення змагань, який передбачав такі правила: чотири групи по три команди, у наступний раунд виходить дві і плей-оф розпочинається на стадії ¼. 
Двічі програвши «Кардиналу-Рівнестандарту» та двічі здолавши «Енергію-2», лицарі з другого місця вийшли на «Авангард» з Одеси. От тільки зіграти проти нього не вдалося, оскільки «Авангард» спершу повідомив про переїзд клубу до Руської Поляни та перейменування у «Буг Трейд», а потім зовсім знявся зі змагань через фінансові труднощі. Таким чином «Любарт» автоматом потрапив у півфінал, де зустрівся з  донецьким «Інтером». 
Прогнози були не на користь князів. Ще більше вони погіршилися після образливого програшу в першій грі (3:4). Проте підопічні Назара Бугайчука не знітилися та просто розірвали суперника у матчі-відповіді (8:2), виборовши таку бажану путівку до фіналу. 
Фінальку серію поєдинків Першої ліги ФК «Любарт» провів з АРПІ (Запоріжжя)   В першій грі фіналу, яка проходила у м. Луцьку  князі отримали перемогу з рахунком 5:2, а у вирішальному поєдинку у Запоріжжі поступились – 2:3. У підсумку за сумою двох матчів – 7:5 на користь ФК «Любарт». Таким чином, в дебютному сезоні у Першій лізі  ФК «Любарт» повернувся  додому з золотими медалями. 
Після завершення змагань Асоціація футзалу України визначила найкращих гравців чемпіонату України серед команд Першої ліги сезону 2020/2021 р. р. Найкращим молодим гравцем турніру став універсал ФК «Любарт» — Владислав Сизик. 

### Сезон 2021/2022
Сезон 2021/2022 футзальний клуб «Любарт» розпочав у статусі чемпіона Першої ліги України, маючи на меті захистити цей титул.
Після експериментального «ковідного» формату, Першу лігу було вирішено провести за участю 12 команд, які розділили на дві групи за територіальним принципом.  Суперниками «князів» стали: ФК «Славута», «Ураган-2», «Кардинал-Рівнестандарт-2», «In.IT»
Відповідно до регламенту, чотири кращі команди з групи повинні були продовжити змагання в рамках стадії плей-офф, але цього не сталося через повномасштабне вторгнення Росії в Україну. Через війну Першу лігу було завершено достроково та без визначення переможця. На той момент «Любарт» йшов другим у своїй групі.
Окрім участі в Першій лізі, «Любарт» у сезоні 2021/2022 боровся за Кубок України з футзалу. Здолавши три команди в рамках трьох попередніх етапів, в 1/16 «князі» зійшлися з дніпровським «Human». Обігравши суперника за сумою двох матчів 7:6, «Любарт» вперше у своїй історії пробився до 1/8 фіналу Кубка України.
На цій стадії «князі» зустрілися з командою Екстраліги «Кардиналом-Рівнестандартом». За сумою двох матчів волиняни поступилися рівнянам з рахунком 2:7 та припинили участь в розіграші Кубка України.

## Титули та досягнення
- Віцечемпіон Суперліги Чемпіонату Волинської області сезону 2019/2020
- Абсолютний чемпіоном Суперліги Чемпіонату Волинської області з футзалу сезону 2019/2020
- Віцечемпіон всеукраїнського фіналу АФЛУ сезону 2019/2020[15]
- Чемпіон регіонального етапу Другої ліги чемпіонату України сезону 2020/2021[16][17]
- Абсолютний чемпіон регіонального етапу Другої ліги чемпіонату України сезону 2020/2021[18]
- Бронзовий призер всеукраїнського етапу Другої ліги чемпіонату України сезону 2020/2021[19]
- Чемпіон Першої ліги сезону 2020/2021[20] [21]
- Абсолютний чемпіон Суперліги Чемпіонату Волинської області з футзалу сезону 2022/2023
- Чемпіон Першої ліги сезону  2022/2023

## Досягнення гравців
- Богдан Мізюк — найкращий молодий гравець всеукраїнського етапу Другої ліги чемпіонату України з футзалу 2020/2021
- Євген Заїченко — найкращий бомбардир всеукраїнського етапу Другої ліги чемпіонату України з футзалу 2020/2021[22]
- Владислав Сизик — найкращий молодий гравець чемпіонату України серед команд Першої ліги 2020/2021[23]

## Дитяча футзальна школа «Любарт Kids»
Дитяча футзальна школа «Любарт Kids» — проєкт ФК «Любарт», який функціонує з вересня 2020 року . Оскільки стратегія  клубу передбачає розвиток на базі волинських вихованців, дитяча школа є для цього ключовим елементом та міцним фундаментом. 